# Томоми Мијамото
Томоми Мијамото (јап. 宮本 ともみ; 31. децембар 1978) бивша је јапанска фудбалерка.Играла је за репрезентацију Јапана .

## Каријера
Мијамото је рођена у Сагамихари 31. децембра 1978. Након што је завршила средњу школу, придружила се Прима Хам ФК Куноихи (касније Ига ФК Куноики )
1997. године  Изабрана је за најбољу једанаест 2 пута ( 1999. и 2003. ). Узела је породиљско одсуство у сезони 2005. године. Вратила се из сезоне 2006. Године 2009. прешла је у ТЕПЦО Мареезе . 2011. године вратила се у Ига ФК Куноики . На крају сезоне 2012, повукла се.

## Репрезентација
За репрезентацију Јапана дебитовала је 1997. године. Са репрезентацијом Јапана наступала је на једним Олимпијским играма (2004) и три Светска првенства (1999, 2003. и 2007). За тај тим одиграла је 77 утакмица и постигла је 13 голова.

## Статистика
| Јапан  | Јапан | Јапан |
| Год.   | Ута.  | Гол.  |
| ------ | ----- | ----- |
| 1997   | 6     | 2     |
| 1998   | 10    | 1     |
| 1999   | 14    | 2     |
| 2000   | 0     | 0     |
| 2001   | 0     | 0     |
| 2002   | 7     | 1     |
| 2003   | 14    | 3     |
| 2004   | 9     | 2     |
| 2005   | 0     | 0     |
| 2006   | 1     | 0     |
| 2007   | 16    | 2     |
| Укупно | 77    | 13    |